# Rivière Maskinongé (rivière Rouge)
Pour les articles homonymes, voir Maskinongé.
La rivière Maskinongé est un tributaire de la rivière Rouge, laquelle se déverse sur la rive nord de la rivière des Outaouais. La rivière Maskinongé coule dans la municipalité de Harrington, dans la municipalité régionale de comté de Argenteuil, dans la région administrative des Laurentides, au Québec, au Canada.

## Toponymie
Le nom est d'origine algonquine et signifie « gros brochet ». La rivière est citée dans le Dictionnaire des Rivières et des Lacs de la province de Québec de 1925. Le toponyme Rivière Maskinongé a été officialisé le 5 décembre 1968. 

## Géographie
Les bassins versants voisins de la rivière Maskinongé sont :
- côté nord : rivière Macaza, ruisseau au Brochet ;
- côté est : Rivière Rouge ;
- côté sud : Rivière Rouge ;
- côté ouest : Petite rivière Rouge, Petite rivière Rouge Est.

La rivière Maskinongé prend sa source au lac Labelle (altitude : 249 m), situé à l'est du lac Désert et du lac Chapleau ; à l'ouest du lac Tremblant et au nord du lac Cameron. Le village Lac-Labelle est situé sur la rive nord du lac Labelle lequel a une forme en longueur dans le sens nord-sud. Le lac Labelle s'approvisionne en eaux de huit décharges provenant surtout de l'ouest dont la décharge du lac Alphonse (altitude : 249 m). Ce dernier s'approvisionne notamment du lac des Cannes (altitude : 257 m), du lac à la Perle (altitude : 286 m), du lac du Père-Vallée (altitude : 283 m), du lac à Meyer (altitude : 339 m, du lac aux Bleuets (altitude : 361 m). Le Petit lac à Francoeur (relié par un détroit au lac Labelle) constitue un havre s’enfonçant sur la rive ouest du lac Labelle. Le ruisseau désigné branche Ouest drainant le lac à la Truite (altitude : 266 m), le lac des Mauves (altitude : 267 m) et le lac Chapleau (altitude : 261 m) se déverse au fond d'une petite baie sur la rive ouest du lac Labelle.
La zone sud du lac Labelle comporte la pointe à Sainte-Marie qui s'avance dans le lac depuis la rive est et comporte aussi une presqu'île s'avançant vers le nord. L'embouchure du lac Labelle est situé au sud du lac.
Cours de la rivière Maskinongé
À partir de l'embouchure du lac Labelle, la rivière Maskinongé coule vers le sud pour aller se déverser dans le lac Brochet (altitude : 241 m) que le courant traverse sur sa pleine longueur. Puis la rivière coule vers le sud-est en recueillant la décharge du lac la Boîte (altitude : 241 m) et la décharge du lac de la Mousse (altitude : 250 m), jusqu'à la rive ouest du lac Cameron (lac en forme de U), que le courant traverse vers le sud.
À partir du lac Cameron, la rivière Maskinongé coule vers le sud-ouest en traversant successivement les lacs suivant notamment : Jean-Jeunes, Windigo et d'autres lacs formés par un élargissement de la rivière. De là, la rivière bifurque vers l'est jusqu'à l'embouchure du ruisseau du lac Croche. Puis la rivière descend vers le sud jusqu'à la décharge du lac de la Mine. Puis la rivière poursuit son cours vers le sud-ouest, puis vers le sud, à l'embouchure du ruisseau Phillisson. De là, la rivière bifurque vers le nord-est, jusqu'à l'embouchure d'un ruisseau venant du nord. La rivière reprend son cours vers les sud jusqu'à passer du côté nord-est près de la baie Maskinongé (au nord-est du lac Papineau). Après avoir coulé vers l'est jusqu'à la décharge du lac Éléphant, la rivière coule vers le sud-est du côté est du lac Papineau. Le dernier segment de la rivière s'écoule vers l'est jusqu'à son embouchure.
La rivière Maskinongé coule généralement vers le sud dans Les Laurentides en territoire forestier pour aller se déverser au fond d'une baie sur la rive ouest de la rivière Rouge, en aval des rapides Maskinongé et en amont de la Porte du diable.

## Activités
Dès le XIXe siècle la foresterie a été l'activité économique dominante dans les zones traversées par la rivière. Avec la venue du chemin de fer dans les Laurentides au XIXe siècle, les activités récréotouristiques ont été mises en valeur. La villégiature est développée tout autour du lac Labelle.